# پیک سعادت نسوان
پیک سعادت نسوان نشریه‌ای برای زنان و نخستین نشریه با گرایش چپ در ایران بود. این نشریه در سال ۱۳۰۶  توسط جمعیت پیک سعادت نسوان به صاحب امتیازی روشنک نوعدوست در رشت منتشر می‌شد و در سایر شهرهای ایران نیز خواننده داشت. مقاله‌های آن اجتماعی، ادبی و دربارهٔ حقوق زنان بود.